# Бляховня (станция)
Бляховня (пол. Blachownia) — железнодорожная станция в городе Бляховня, в Силезском воеводстве Польши. Имеет 2 платформы и 2 пути.
Станция была построена в 1911 году на железнодорожной линии, ведущей к границе Германской империи (присутствующая часть линии Кельце — Фосовске).